# Struikbuiswier
Struikbuiswier of violet buiswier (Melanothamnus harveyi) is een roodwier uit de klasse Florideophyceae. De wetenschappelijke naam van de soort werd voor het eerst in 1848 geldig gepubliceerd door J. W. Bailey.

## Kenmerken
Struikbuiswier is een kleine zeewier die groeit in bosjes niet meer dan 10 cm hoog. De rechtopstaande takken worden gevormd door een centrale as omringd door vier perecentrale cellen van dezelfde lengte. Een cortex kan zich ontwikkelen door cellen die naar beneden groeien in de groeven tussen de perecentrals. De zijtakken zijn meestal dicht. Het houvast is een schijf van naar beneden groeiende filamenten waaruit zich verder rechtopstaande takken ontwikkelen. Het algemene uiterlijk is zeer variabel.

## Verspreiding en leefgebied
Struikbuiswier is vanuit de Stille Oceaan waarschijnlijk samen met getransporteerde oesters en via vasthechting op andere wieren (Japans bessenwier (Sargassum muticum) en het vertakt viltwier (Codium fragile)) of via scheepsrompen in Europa terecht gekomen. Deze soort komt sindsdien voor in Nederland, België, de Britse Eilanden (Engeland, Schotland, Ierland), Noorwegen, Frankrijk, Denemarken alsmede aan de oostkust van Noord-Amerika.